# برزخ الحلق
برزخ الحلق أو البرزخ الفموي البلعومي (بالإنجليزية: oropharyngeal isthmus)‏ ويعرف أيضاً ب برزخ الغندبتين (بالإنجليزية: isthmus of the fauces)‏ هو جزء من البلعوم الفموي مباشرة خلف تجويف الفم، يحده من الأعلى الحنك الرخو ومن الجانبين الأقواس الحنكية اللسانية ومن الأسفل باللسان.
يمكن اعتبار الحلق كعمودين يتشكلان من العضلة الحنكية السانية والعضلة الحنكية البلعومية على التوالي ومغطاة بغشاء مخاطي، يعرف الجزء الأمامي باسم القوس الحنكية السانية ويعرف الجزء الخلفي باسم القوس الحنكية البلعومية وبين هذين القوسين توجد اللوزة الحنكية.
كل قوس حنكية لسانية يمتد إلى الأسفل بشكل جانبي وأمامي من الحنك الرخو إلى جانب اللسان. تقريب الأقواس بسبب انقباض العضلات الحنكية السانية يضيق البرزخ وهو أمر ضروري للبلع.